# Малый Паялпан
Ма́лый Паялпа́н — щитовой вулкан, расположенный в центральной части Срединного горного хребта на полуострове Камчатка, в верховье реки Быстрая Хайрюзовская и составляющий южное окончание гор Малый Паялпан.
Наивысшая точка вулкана находится на высоте 1980 м над уровнем моря, относительная высота восточных склонов составляет 1000 м, западных — 600 м. Вулкан имеет форму, близкую к окружности с диаметром около 8 км и занимает площадь 65 км². Объем изверженного материала около 17 км³.
По форме вулканической постройки Малый Паялпан близок к щиту, заканчивающемуся двумя вершинами. Склоны эродированы незначительно, имеют ступенчатое строение и представляют собой развал лавовых полей. Северная вершина увенчана шлаковой постройкой, в северо-западной части которой расположена небольшая воронка взрыва. Южная вершина также представляет собой шлаковую постройку с диаметром основания около 800 м, которая заканчивается небольшим кратером, открытым в северо-западном направлении.
Малый Паялпан сложен из лавовых потоков с незначительным количеством пирокластического материала. Объём изверженного материала составляет 17 км³. Состав продуктов извержений представлен базальтами и андезито-базальтами. Возраст вулкана определен как верхнечетвертичный, однако возможно, что последние излияния происходили в начале современного (голоценового) времени.
Голубые и иризирующие обсидианы Малого Паялпана, обладающие высокими декоративными качествами, занимают особое место среди вулканических стёкол Камчатки, месторождений и проявлений которых на полуострове насчитывается более 50.